# Abidarma Pitaca
O Abidarma Pitaca ou Abidama Pitaca (páli: Abhidhamma Piṭaka; sânscrito: Abhidharma Piṭaka) é o terceito pitaka ("cesto") do Tipitaka (Pali; Sânscrito: Tripitaka), o cânone do Budismo Theravada. Contém comentários aos dois outros pitakas e é dividido em sete seções:
1. Dhammasangani ("Enumeração dos Fenômenos").
2. Vibhanga (exposição - "O Livro dos Tratados").
3. Dhatukatha ("Discussão com relação aos Elementos").
4. Puggalapannatti ("Descrição de Indivíduos").
5. Kathavatthu ("Pontos de Controvérsia").
6. Yamaka ("O Livro dos Pares").
7. Patthana (evolução dos estados éticos - "O Livro de Relações").

Todos os sete volumes foram publicados em Pali romanizado pela Pali Text Society e traduzidos também para a língua inglesa. Acredita-se que os textos datem aproximadamente de 400 AC a 250 BC, sendo o primeiro volume o mais antigo e o terceiro o mais recente.
Textos similares (geralmente chamados pelo nome sânscrito "Abhidharma") existem em outras escolas distintas da Theravada.